# Apollonienkapelle (Stralsund)

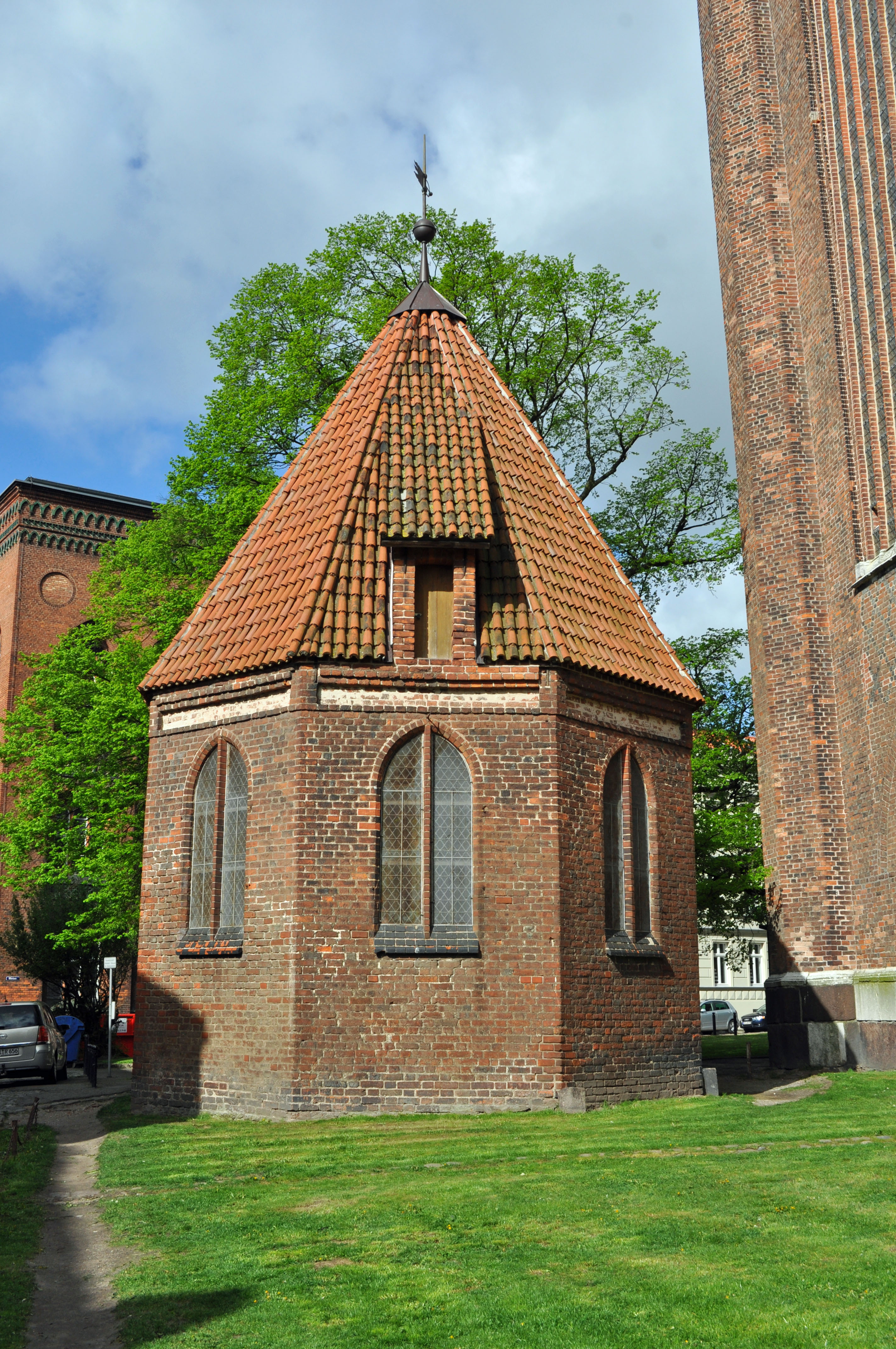
Die Apollonienkapelle in Stralsund (2012)

Die Apollonienkapelle ist ein denkmalgeschütztes Bauwerk in der Marienstraße in Stralsund, nahe der St.-Marien-Kirche. Sie ist nach Apollonia von Alexandria benannt.
Der achtseitige Backsteinbau mit Zeltdach wurde im Jahr 1416 errichtet. Die Fenster sind zweibahnig ausgeführt und weisen Spitzbögen auf. Zwei segmentbogige Portale sind eingefügt.
Der Bau der Kapelle wurde den Stralsundern zur Sühne für drei beim so genannten Papenbrand thom Sunde verbrannte Geistliche auferlegt.
Das Gebäude liegt im Kerngebiet des von der UNESCO als Weltkulturerbe anerkannten Stadtgebietes des Kulturgutes „Historische Altstädte Stralsund und Wismar“. In die Liste der Baudenkmale in Stralsund ist es mit der Nummer 47 eingetragen.